# La pista dell'orrore
La pista dell'orrore (Damnation Alley) è un romanzo di fantascienza postapocalittica dello scrittore statunitense Roger Zelazny, pubblicato nel 1967.
Dall'opera, nel 1977, è stato tratto il film L'ultima odissea, dal titolo originale uguale a quello del romanzo, Damnation Alley, ma con molte modifiche rispetto alla trama di quest'ultimo.

## Storia editoriale
L'opera è stata pubblicata per la prima volta come romanzo breve nell'ottobre del 1967 sulla rivista Galaxy Science Fiction, successivamente espansa e pubblicata per la casa editrice G. P. Putnam's Sons nel 1969. La versione del 1967 è stata candidata al Premio Hugo per il miglior romanzo breve, senza però aggiudicarselo.
In Italia è stata pubblicata per la prima volta nel luglio 1968 nella Collana Urania nella versione più breve, edita più volte in questo formato, in varie edizioni sempre nella traduzione di Mario Galli, fino al 1988. Nel 2020 è stata pubblicata una versione integrale del romanzo nella Collezione Urania. tradotta da Annarita Guarnieri.

## Trama
(Roger Zelazny, La pista dell'orrore)
Gli Stati Uniti d'America sono stati devastati da una guerra atomica. Boston è decimata da un'epidemia; a Los Angeles si decide di approntare una spedizione di tre veicoli corazzati e armati per trasportare il vaccino. Il viaggio è pericolosissimo e, tra gli uomini dell'equipaggio, viene scelto il criminale Hell Tanner, condannato all'ergastolo, che avrà l'amnistia se sopravviverà al viaggio. L'uomo è l'unico che, grazie alla sua esperienza sulle strade come ex membro di una banda di motociclisti, ha qualche possibilità di portare a termine la missione.
Lungo il viaggio nell'America settentrionale, i pericoli affrontati sono innumerevoli: radioattività, venti fortissimi e bufere improvvise che impediscono i voli, bande di predoni, animali mutanti mostruosi, tutto questo attraversando un mondo caratterizzato da flora, geografia e clima impazziti.
L'unico a sopravvivere al viaggio sarà Hell Tanner che, senza più l'auto, a bordo di una moto, riesce ad arrivare da solo a Boston. Accolto da eroe, consegnerà il vaccino per poi defilarsi rapidamente in cerca di nuove avventure sulla strada.

## Opere derivate
Nel 1977 il romanzo è stato adattato cinematograficamente nel film L'ultima odissea (Damnation Alley) per la regia di Jack Smight, con trama notevolmente differente rispetto all'opera di Zelazny. Allo scrittore non piacque il film, insoddisfatto dalla sceneggiatura finale, seppure ne avesse gradito la prima stesura.

## Edizioni
- (EN) Roger Zelazny, Damnation Alley, in Galaxy Science Fiction, Anno XXVI n. 1, New York, Galaxy Publishing Corporation, ottobre 1967.
- Roger Zelazny, La pista dell'orrore, traduzione di Mario Galli, Urania, n. 492, Milano, Mondadori, luglio 1968.
- (EN) Roger Zelazny, Damnation Alley, New York, G. P. Putnam's Sons, 1969.
- (DE) Roger Zelazny, Strasse der Verdammnis, traduzione di Walter Brumm, Heyne Science Fiction & Fantasy, n. 3310, Monaco di Baviera, Heyne, 1972.
- (NL) Roger Zelazny, Hellevaart, traduzione di Herma Korff, Prisma, n. 1616, Utrecht, Het Spectrum, 1974.
- Roger Zelazny, La pista dell'orrore, in Quando crollano le metropoli, traduzione di Mario Galli, Omnibus, Milano, Mondadori, febbraio 1977.
- Roger Zelazny, La pista dell'orrore, traduzione di Mario Galli, Urania Classici, n. 28, Milano, Mondadori, luglio 1979.
- (FR) Roger Zelazny, Les culbuteurs de l'enfer, traduzione di François Lasquin, Titres SF, n. 6, Parigi, J. C. Lattès, 1979.
- (PT) Roger Zelazny, O beco dos malditos, traduzione di Eurico Fonseca, Argonauta, n. 346, Lisbona, Livros do Brasil, 1986.
- Roger Zelazny, La pista dell'orrore, in Signore dei sogni La pista dell'orrore Metamorfosi cosmica Morire a Italbar, traduzione di Mario Galli, I Massimi della Fantascienza, n. 18, Milano, Mondadori, settembre 1988.
- (RO) Roger Zelazny, Drumul iadului, traduzione di Mihai-Dan Pavelescu, Sci-Fi, n. 9, Bucarest, Editura Teora, 1994, ISBN 978-973-601-157-3.
- Roger Zelazny, La pista dell'orrore, traduzione di Annarita Guarnieri, Urania Collezione, n. 214, Milano, Mondadori, novembre 2020, ISBN 9788835705635.